# Uholec
Uholec (biał. Вугалец; ros. Уголец) – wieś na Białorusi, w obwodzie brzeskim, w rejonie stolińskim, w sielsowiecie Choromsk, nad Horyniem i przy drodze republikańskiej R88.
W dwudziestoleciu międzywojennym leżał w Polsce, w województwie poleskim, w powiecie stolińskim, w gminie Chorsk. Po II wojnie światowej w granicach Związku Sowieckiego. Od 1991 w niepodległej Białorusi.